# Johan Maximilian Löwenfels
Johan Maximilian Löwenfels (före adlandet Cantagalli), född 25 januari 1692 i Lüneburg, död 16 oktober 1763 i Stralsund, var en tysk-italiensk militär i svensk tjänst.
Johan Maximilian Löwenfells var son till kapten Johan Cantagalli och Elsa Anna von Beckern. Han blev 1710 officer i hannoversk tjänst. Under belägringen av Lille blev han svårt sårad i halsen och skuldrorna, vid belägringen av Bouchain åter sårad bland annat i foten och vid belägringen Le Quesnoy sårad tvärs genom livet. År 1718 blev han kapten vid östra skånska infanteriregementet och deltog i Fredrikshalds belägring. I egenskap av kompanichef i Grenadjärbataljonen stormade Cantagalli skansen Gyldenlöwe vid Fredrikstens fästning den 27 november 1718, varefter han "straxt wardt adlad" av Karl XII. Hans adelsnamn blev det passande Löwenfels (lejonklippa på tyska) och i hans adelsvapen fanns förutom ett gyllene lejon (jämför Gyldenlöwe) stående på en klippa även en stormstege. 1721 fick han tjänst vid Drottningens livregemente till fot, blev 1746 major och 1747 överste. Löwenfels var 1755–1763 chef för Garnisonsregementet i Stralsund (Löwenfelsska).